# Barnängens manufaktur

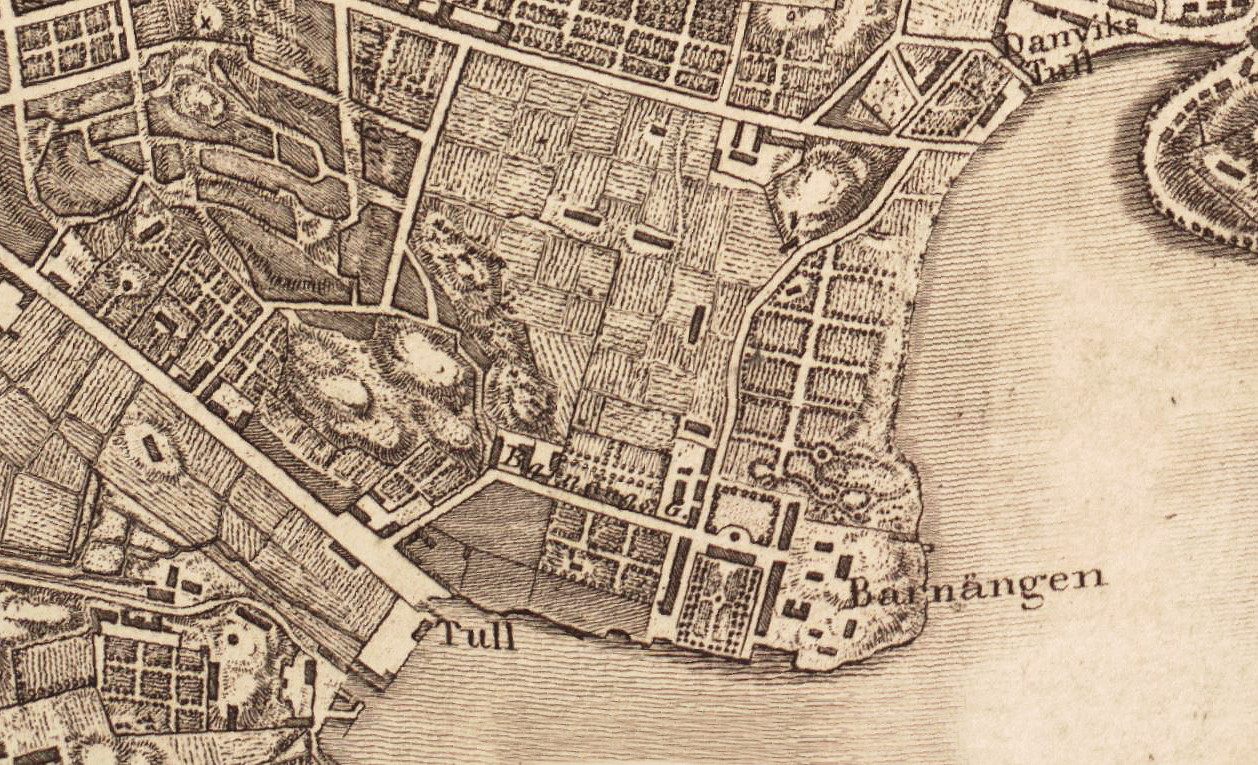
Barnängens ägor vid Hammarbysjön på Södermalm, 1805.

Barnängens manufaktur var en textilfabrik på Södermalm i Stockholm, verksam från 1691 till 1826. Fabriken låg i området Barnängen, varefter den fick sitt namn. Fabriken var vid sidan av de Pauliska manufakturerna den största i Stockholm under hela 1700-talet.

## Historia
Barnängens manufaktur grundades av Jacob Gavelius 1691, som lät uppföra ett väveri. Rörelsen övertogs av Gavelius svärson Hans Ekman, som av ekonomiska svårigheter överlät den till Riddarhuset 1724 men kvarstod som dess direktör fram till 1731, varpå Erik Salander fick arrendera verksamheten fram till att han 1745 köpte den. Carl Apiarie köpte verksamheten 1762, till att börja med i kompanjonskap med sin bror, men från 1782 ensam. Han överlät den senare på sin son Gabriel Apiarie, som 1805 sålde verksamheten till Johan Petter Gladberg. 1812 köptes den av bröderna Feiff, och 1822-1826 sköttes verksamheten slutligen av Carl Fredric Medberg.

## Byggnader
Klädesfabriken låg i stadens yttersta utkant, avgränsad i söder och öster av Hammarby Sjö, sträckte sig i norr upp till Danvikens gamla kyrogård och Bondegatan, samt i väster fram till Vita Bergen. På Barnängsgatan 23 ligger Barnängens herrgård med manbyggnad från 1767, arkitekt Elias Kessler, uppfört i två våningar omgivet av fabriks och magasinsbyggnader från 1782, väveri från 1691 och färgeri från 1758.

## Verksamhet

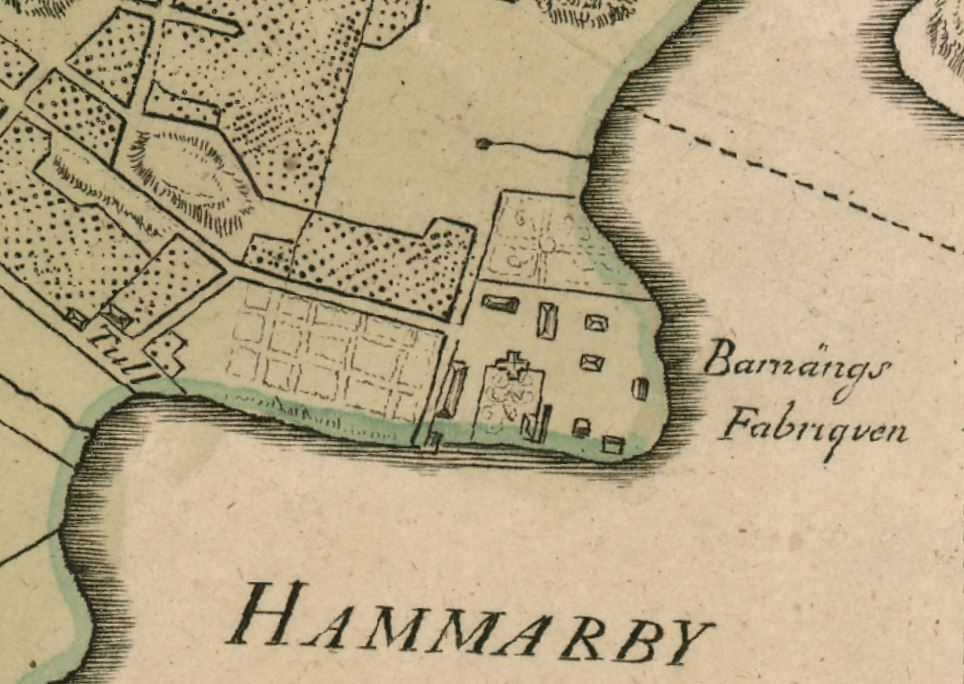
"Barnängs Farbriqven" 1751.

Fabriken tillverkade bland annat segelduk. En majoritet av dess anställda var spinnerskor: av de totalt 529 anställda år 1745 var 416 spinnerskor. Bland de 642 spinnerskorna år 1754 var 297 hampspinnerskor, 200 linspinnerskor och 145 blåspinnerskor. Många av spinnerskorna arbetade dock inte inom själva fabriksbyggnaden utan i hemverkstäder, som kunde innehålla 30 personer: en verkgesäll, fyra gesäller, tre lärlingar, 21 spinnerskor och en spinnmästarinna. 
Fabrikens anställda spinnerskor var kända för att fritt flytta omkring mellan fabrikerna och byta arbetsgivare när de ville utifrån de fördelar de erbjöds, som fabrikören Apiarie 1801 beskrev för hallrätten: "Och som desse arbetare icke kunna lagstädjas och största delen äro icke ständigt hela eller halfva året om qvarblifvande vid Werket [fabriken], utan äro flyttande Fabriquerne emellan efter vanligheten när gäld deras gulden är..."
Textilfabriken var på 1780-talet Stockholms största arbetsplats med hela 640 arbetare. År 1788 fanns 740 arbetare, och fabriken fick stora beställningar under Teaterkriget. Kriget innebar dock slutet på fabrikens storhetstid: de stora arméleveranserna betalades inte, samtidigt som de mekaniserade fabrikerna trängde ut de hantverksmässiga och en storetablering av fabriker ägde rum på landet: 1791 fanns 540 arbetare kvar, året därpå brann varulagret upp och Apiarie gjorde konkurs. 1812 fanns endast nio anställda i fabriken. En kort återhämtning ägde sedan rum, och år 1822 fanns 78 arbetare och tjugo vävstolar kvar, men återhämtningen var kortvarig. Fabriken lades ned 1826.  
Barnängens manufaktur har skildrats i Per Anders Fogelströms roman Vävarnas barn.

## Bilder

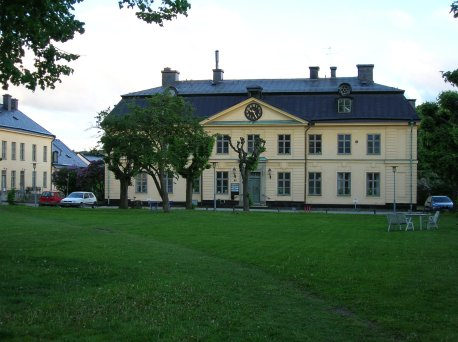
Barnängens gård.
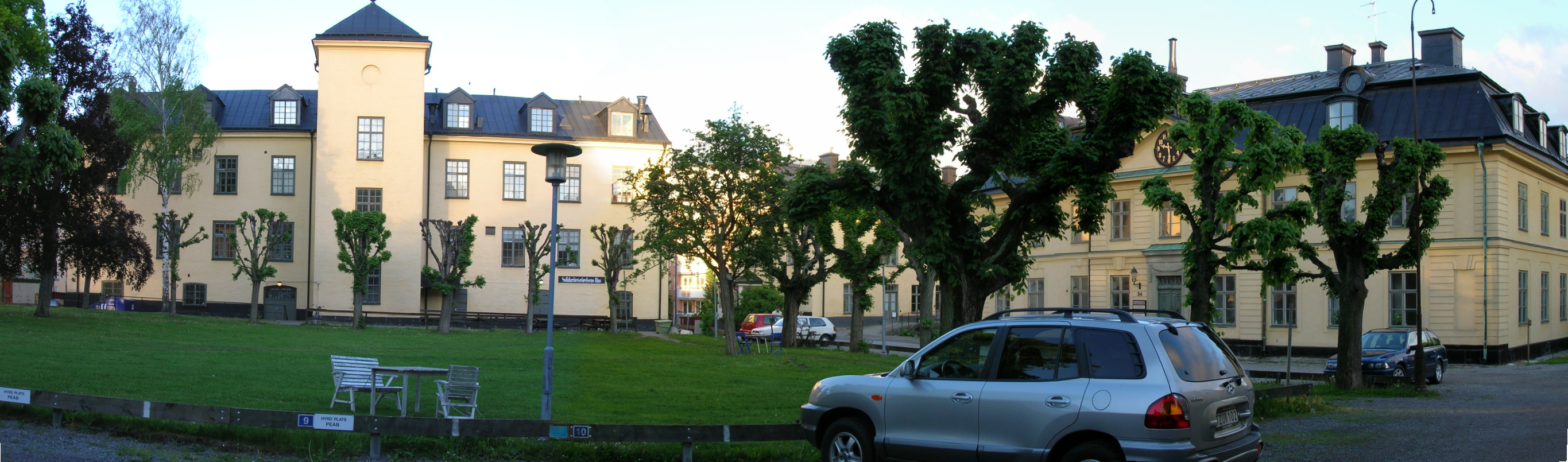
Rakt fram Solidaritetshuset.
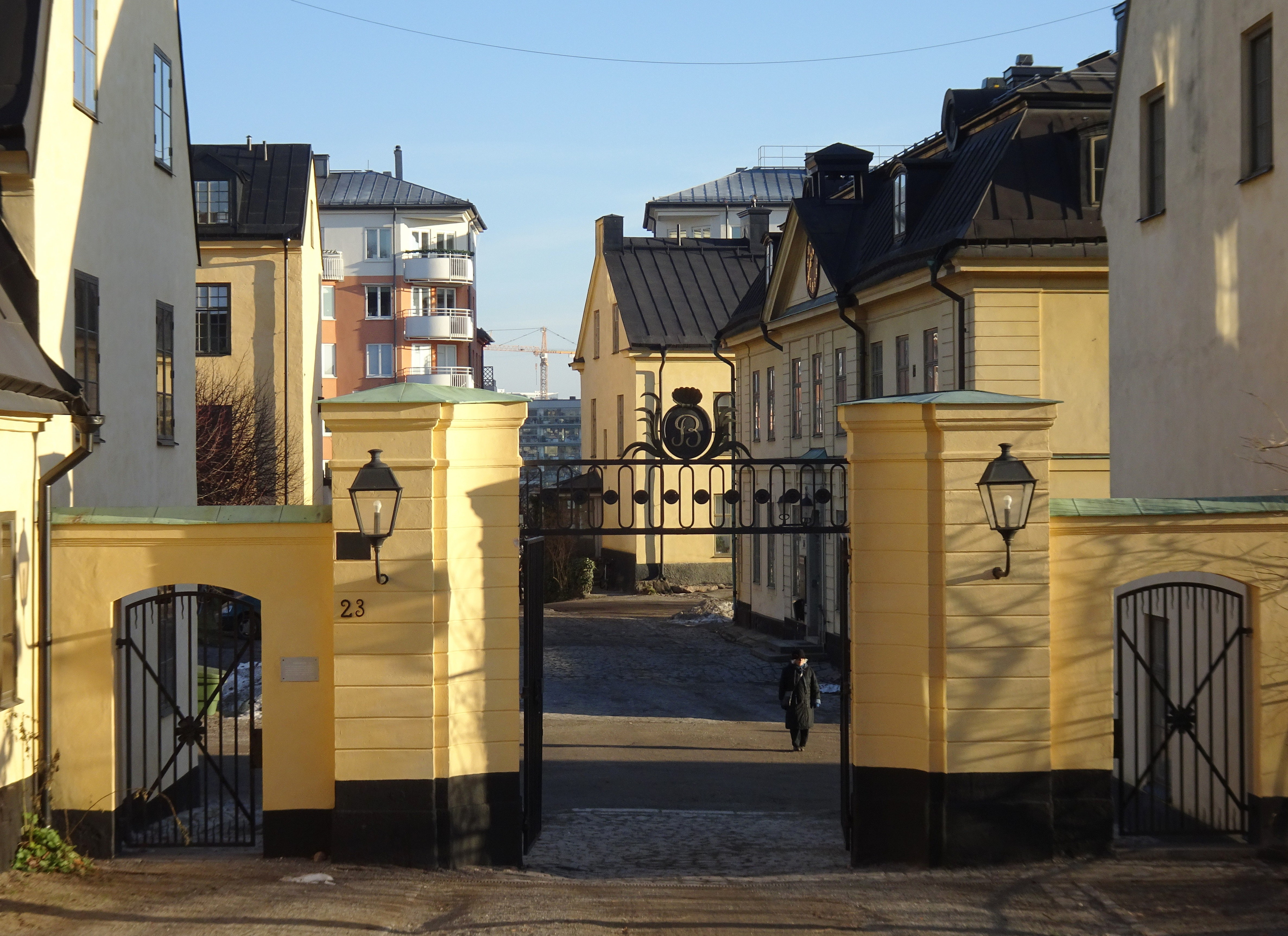
Ingången från Barnängsgatan. Portalen är krönt med ett B.